# Jean-Pierre Ruh
Jean-Pierre Ruh, né le 16 juillet 1942 à Asnières et mort le 17 juillet 2006 à Clichy, est un ingénieur du son français, chef opérateur du son pour le cinéma.

## Biographie
Jean-Pierre Ruh a obtenu deux César du meilleur son, en 1977 pour Mado de Claude Sautet, et en 1982 pour Diva de Jean-Jacques Beineix.
Il est co-président du SNTPCT de 1996 à 2003.

## Citation
« Tant qu'on n'écrira pas « sonore », tant qu'il n'y aura pas une réelle volonté de spatialisation du son, avec une vraie mise en scène sonore et non de simples effets [...], on aura toujours une image plate ».

## Filmographie
- 1968 : La Concentration
- 1969 : Le Lit de la Vierge de Philippe Garrel
- 1969 : Slogan de Pierre Grimblat
- 1969 : Ma nuit chez Maud d'Éric Rohmer
- 1969 : Paris top secret
- 1970 : Chambres de bonne
- 1970 : Le Mur de l'Atlantique de Marcel Camus
- 1970 : Le Genou de Claire d'Éric Rohmer
- 1970 : Le Cochon de Jean-Michel Barjol et Jean Eustache
- 1971 : Numéro zéro de Jean Eustache
- 1971 : L'Araignée d'eau
- 1971 : Le Moindre Geste
- 1972 : Tout le monde il est beau, tout le monde il est gentil de Jean Yanne
- 1972 : L'Amour l'après-midi d'Éric Rohmer
- 1972 : What a Flash ! de Jean-Michel Barjol
- 1972 : Le Grand Départ de Martial Raysse
- 1973 : Moi y'en a vouloir des sous de Jean Yanne
- 1973 : La Vie facile
- 1973 : La Grande Bouffe de Marco Ferreri
- 1973 : La Maman et la Putain de Jean Eustache
- 1974 : Un homme qui dort de Georges Perec et Bernard Queysanne
- 1974 : Stavisky de Alain Resnais
- 1974 : Vincent, François, Paul... et les autres de Claude Sautet
- 1975 : La Bête de Walerian Borowczyk
- 1975 : Lily, aime-moi de Maurice Dugowson
- 1975 : L'Histoire d'Adèle H. de François Truffaut
- 1976 : La Dernière Femme de Marco Ferreri
- 1976 : La Marquise d'O... d'Éric Rohmer
- 1976 : Le Locataire de Roman Polanski
- 1976 : Mado de Claude Sautet
- 1977 : L'Imprécateur de Jean-Louis Bertuccelli
- 1977 : La Vie devant soi de Moshé Mizrahi
- 1978 : Préparez vos mouchoirs de Bertrand Blier
- 1978 : Rêve de singe de Marco Ferreri
- 1978 : Perceval le Gallois d'Éric Rohmer
- 1979 : Jack le Magnifique
- 1979 : Tess de Roman Polanski
- 1979 : Buffet froid de Bertrand Blier
- 1980 : La Banquière de Francis Girod
- 1980 : Je vous aime de Claude Berri
- 1981 : La Chanson du mal-aimé de Claude Weisz
- 1981 : Diva de Jean-Jacques Beineix
- 1981 : Conte de la folie ordinaire de Marco Ferreri
- 1981 : Beau-père de Bertrand Blier
- 1981 : Chanel solitaire de George Kaczender
- 1982 : Tout feu, tout flamme de Jean-Paul Rappeneau
- 1983 : Danton d'Andrzej Wajda
- 1984 : Il était une fois en Amérique de Sergio Leone
- 1984 : Le Léopard
- 1984 : Le Juge
- 1984 : Le futur est femme
- 1984 : Stress de Jean-Louis Bertuccelli
- 1984 : Le Matelot 512 de René Allio
- 1986 : Bleu comme l'enfer de Yves Boisset
- 1986 : Pirates de Roman Polanski
- 1986 : I Love You
- 1986 : Mort un dimanche de pluie de Joël Santoni
- 1986 : Les Fugitifs de Francis Veber
- 1987 : Poussière d'ange d'Édouard Niermans
- 1988 : Y'a bon les blancs de Marco Ferreri
- 1988 : Frantic de Roman Polanski
- 1988 : Fréquence meurtre de Élisabeth Rappeneau
- 1988 : Voyageur malgré lui de Lawrence Kasdan
- 1989 : Cinq jours en juin de Michel Legrand
- 1989 : Rouge Venise
- 1990 : Sabato, domenica e lunedì
- 1990 : L'Affaire Wallraff
- 1991 : Aujourd'hui peut-être... de Jean-Louis Bertuccelli
- 1991 : La Chair
- 1992 : La Peste
- 1993 : La Nuit sacrée
- 1993 : La Naissance de l'amour
- 1993 : It's All True
- 1994 : Les hirondelles ne meurent pas à Jérusalem de Ridha Béhi
- 1995 : Le Fils de Gascogne de Pascal Aubier
- 1995 : Par-delà les nuages de Michelangelo Antonioni et Wim Wenders
- 1996 : Le Cœur fantôme
- 1996 : Portraits chinois
- 1997 : Un homme digne de confiance (téléfilm)
- 1998 : Deux mamans pour Noël de Paul Gueu (téléfilm)
- 1998 : Maintenant et pour toujours (téléfilm)
- 1998 : De gré ou de force de Fabrice Cazeneuve (téléfilm)
- 1999 : Toni de Philomène Esposito
- 1999 : Décollage immédiat (téléfilm)
- 2000 : Je t'aime (téléfilm)
- 2000 : Anibal (téléfilm)
- 1997 : La Vocation d'Adrienne de Joël Santoni (téléfilm)
- 2001 : Le Prix de la vérité  de Joël Santoni (téléfilm)
- 2000 : Panique à bord (téléfilm)
- 2000 : Le Grand Départ (téléfilm)
- 2002 : Des invités encombrants (téléfilm)
- 2002 : Un Beaumont peut en cacher un autre (téléfilm)
- 2002 : Le Gout de la vie (téléfilm)
- 2000 : Une famille formidable de Joël Santoni (téléfilm)
- 2004 : Le Carnet rouge

## Prix et nominations
- Césars 1977 : César du meilleur son pour Mado
- Césars 1978 : nomination au César du meilleur son pour La Vie devant soi
- Césars 1980 : nomination au César du meilleur son pour Perceval le Gallois
- Césars 1981 : nomination au César du meilleur son pour La Banquière
- Césars 1982 : César du meilleur son pour Diva
- Césars 1983 : nomination au César du meilleur son pour Danton